# Hemicordulia tenera
Hemicordulia tenera – gatunek ważki z rodziny szklarkowatych (Corduliidae). Występuje w Azji Południowo-Wschodniej; stwierdzony na Jawie, Sumatrze, Borneo, w Singapurze, na Półwyspie Malajskim oraz w Tajlandii, być może występuje też w Mjanmie.